# Tarjeta de valor guardado

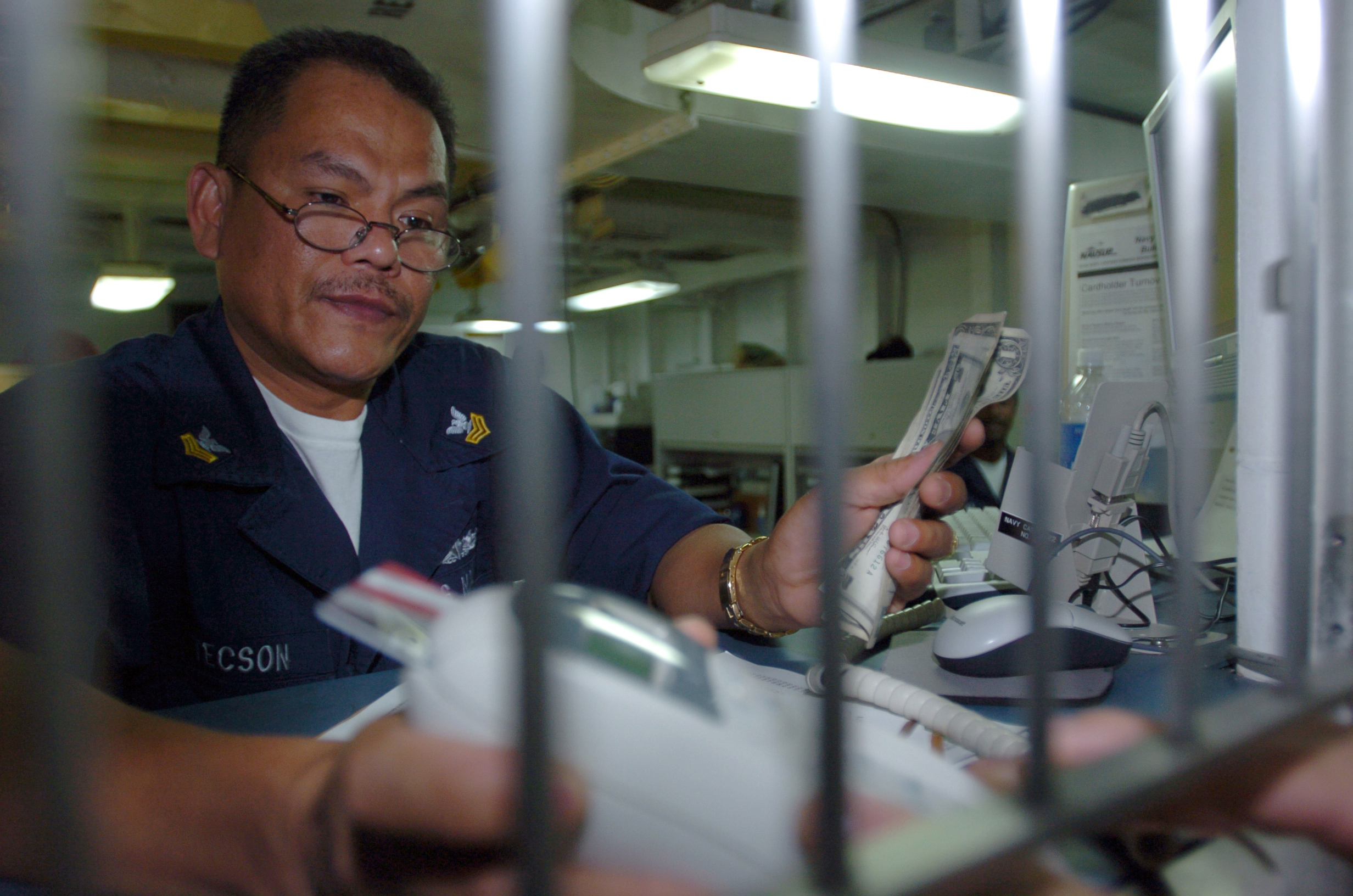
El desembolso de Secretario de la Clase 1 Gen Tecson tiene un teclado para un cliente que introduzca su número de identificación personal de su Tarjeta Marina Cash a bordo del buque de asalto anfibio USS Peleliu (LHA 5). El sistema elimina el efectivo y monedas de todo el barco y en su lugar se requiere que los marineros agreguen dinero desde sus cuentas bancarias personales para uno de los dos sistemas que se creó la Tarjeta de Efectivo.

Una tarjeta de valor guardado o tarjeta de valor almacenado es una tarjeta de pagos con un valor monetario almacenado en la tarjeta misma, y no así en una cuenta externa mantenida por alguna institución financiera. Las tarjetas de valor almacenado se diferencian de las tarjetas de débito, donde el dinero es depositado donde el emisor, y las tarjetas de crédito están sujetas a límites de crédito establecidos por el emisor. Otra diferencia entre las tarjetas de valor almacenado y tarjetas de débito y crédito es que las tarjetas de débito y crédito son generalmente emitidas en nombre de la cuenta individual de los titulares, mientras que las tarjetas de valor almacenado pueden ser anónimas, como en el caso de las tarjetas de regalo. Las tarjetas de valor almacenado son tarjetas de dinero prepagado y pueden ser eliminadas cuando el valor es utilizado, o el valor de la tarjeta puede ser cubierto, como es el caso de las tarjetas de llamadas telefónicas o cuando se utiliza como una tarjeta de viaje.
El término de tarjetas de valor almacenado de "circuito cerrado" significa que los fondos y/o datos son 'físicamente' almacenados en la tarjeta, en forma de código de datos binario, mientras que con las tarjetas de prepago se mantienen los datos en los ordenadores del emisor de la tarjeta. El valor asociado con la tarjeta se puede acceder mediante una banda magnética integrada en la tarjeta, en la que el número de tarjeta es codificada; el uso de identificación por radio frecuencia (RFID); o mediante la introducción de un número de código, impreso sobre la tarjeta, dentro de un teléfono u otro teclado numérico. En contraste, las tarjetas de valor almacenado de "circuito abierto" son tarjetas de pago de débito y crédito, tales como las tarjetas sin contacto de MasterCard, Visa payWave, American Express ExpressPay y Discover Zip.

## Nombre
No hay ningún nombre común para las tarjetas de valor almacenado, todas son dadas por una compañía o país en específico. Algunos nombres de tarjetas de valor almacenado son: Mondex en Canadá, Chipknip en los Países Bajos, Geldkarte en Alemania, Quick en Austria, Moneo en Francia, Proton en Bélgica, FeliCa en Japón, EZ-Link y NETS (CashCard y FlashPay) en Singapur, Tarjeta Octopus en Hong Kong, Tarjeta SUBE en Argentina y Touch 'n Go en Malasia.
El Departamento del Tesoro de los Estados Unidos administra tres programas de tarjetas de valor almacenado, EZpay, EagleCash, y Marina Cash. Las tarjetas de valor almacenado no gubernamentales son: Aramark GuestExpress, Compass Zipthru, y Freedompay FreetoGo.

## Usos

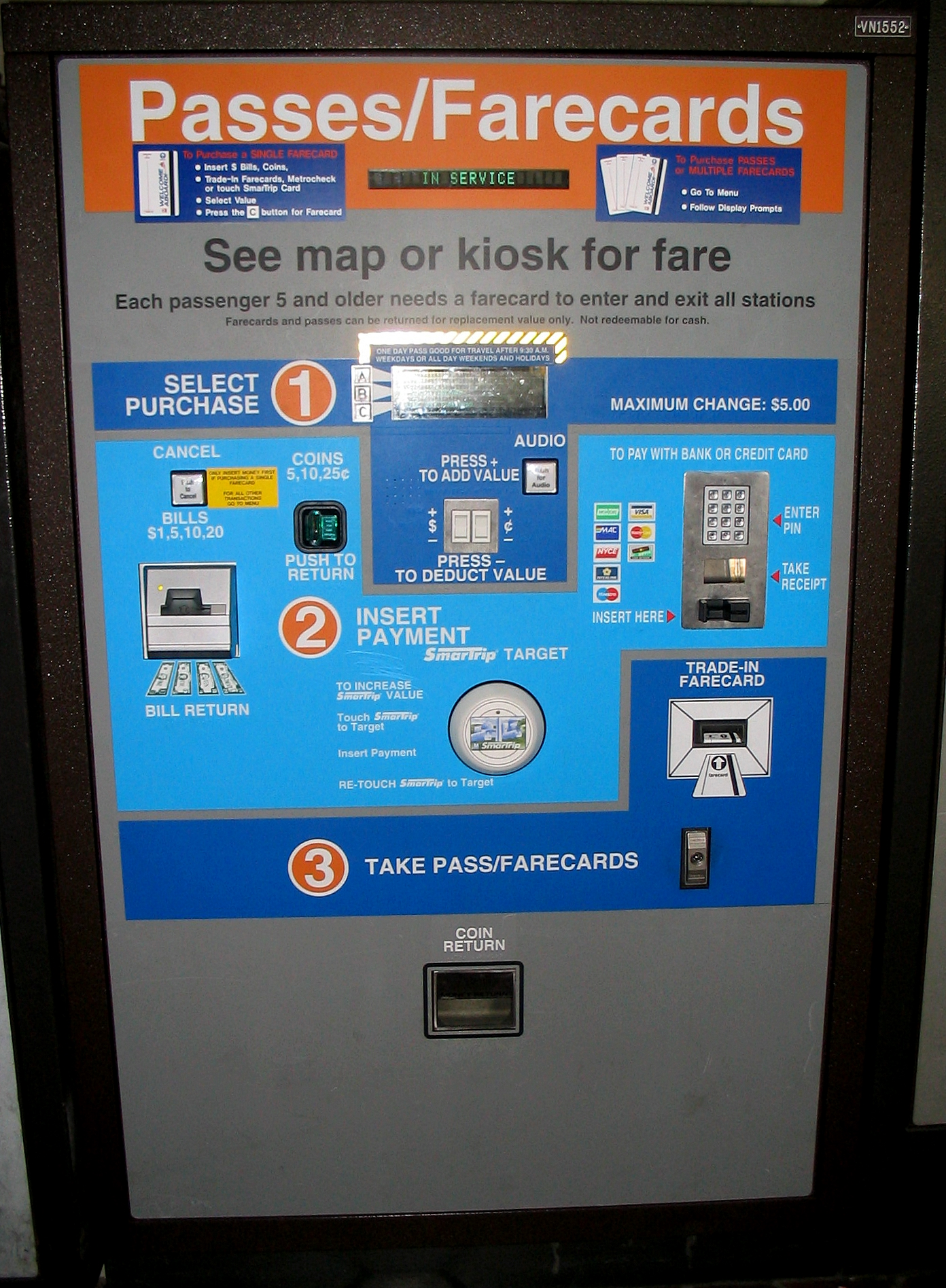
Una máquina expendedora que vende las tarjetas de viaje para el Metro de Washington.

Las tarjetas de valor almacenado son las más utilizadas para transacciones de bajo valor, tales como las tarjetas de viaje del sistema de tránsito, tarjetas prepago para llamadas telefónicas, cafeterías, o de micropagos en las tiendas o en las máquinas expendedoras. También tienen una ventaja sobre la mayoría de las otras tarjetas de pago, y es que cuando se hacen, por ejemplo, una compra de las instalaciones de telecomunicación, lo cual puede ser importante en situaciones donde la disponibilidad o fiabilidad de estas instalaciones son inciertas o costosa, especialmente las de transacciones de bajo valor. Un beneficio para el comerciante es que no incurre en una comisión de la transacción bancaria ya que la transacción se procesa sin conexión y no hay necesidad de hacer una referencia al banco para su procesamiento. Una limitación es que estas tarjetas no pueden ser utilizados para internet, por teléfono, pedidos por correo y otras "transacciones sin tarjeta".
La tarjeta alemana Geldkarte y la Austriaca Quick también pueden usarse para validar la edad de un cliente en máquinas expendedoras de cigarrillos.
Las aplicaciones típicas de organizaciones específicas o industrias específicas de tarjetas de prepago incluyen las tarjetas de nómina, tarjetas de reembolso, tarjetas de regalo, tarjetas de cafetería y tarjetas de viaje y de planes de salud de los Estados Unidos como las  tarjetas HSA. Las tarjetas EZpay, EagleCash, y Marina Cash son usadas por los militares de EE. UU. como alternativas electrónicas al efectivo en zonas con difícil acceso y limitadas de la banca o de infraestructura de telecomunicaciones. 
Las tarjetas de valor almacenado pueden ahorrar a las organizaciones una cantidad considerable de dinero si los clientes agregan una gran cantidad de fondos a la vez en la tarjeta y así pagan una menor cuota de transacción por cada uso de la tarjeta en compras menores.

## Tarjetas de prepago

### Tarjetas de prepago de sistema cerrado
Las tarjetas de prepago de sistema cerrado son tarjetas emitidas por un comerciante, y sólo se puede canjear por compras en el mismo comercio. Por lo general son de cantidades fijas y se conocen comúnmente como tarjetas de regalo de comerciantes o tarjetas de tiendas. Estas tarjetas son generalmente adquiridas para ser usadas como regalos, y están reemplazando cada vez más al certificado de regalo de papel tradicional.
En general, muy pocas (si es que las hay) leyes rigen este tipo de tarjetas. Los emisores de tarjetas o los vendedores no están obligados a obtener una licencia. Las tarjetas de prepago de sistema cerrado no están sujetas a la Ley PATRIOTA de Estados Unidos, ya que generalmente no se puede identificar a un cliente. 
Son como deudas para los consumidores que hayan comprado la tarjeta, estas compras permanecen en los libros del comerciante como un lastre más que una ventaja. En consecuencia, los certificados de regalo y tarjetas de regalo de comerciantes han caído bajo estado de reversión de bienes o Ley de Abandono de Propiedad (APL). Sin embargo, la aparición de tarjetas de prepago de sistema cerrado ha desdibujado la aplicabilidad de la APL. Carolina del norte e Illinois han excluido a estos tipos de tarjetas del APL siempre que la tarjeta no tenga fecha de caducidad o una cuota de servicio. El Estado de Maine y Virginia requieren que el emisor pague al estado cuando las tarjetas sean abandonadas. En Connecticut, el emisor debe identificar la residencia del titular de la tarjeta de regalo. Dado que la mayoría de las tarjetas de regalo de comerciantes son anónimas, la residencia del titular de la tarjeta se considerará para la oficina de tesorero del estado.
En la actualidad, ninguna ley requiere que un comerciante proporcione reembolsos de tarjetas perdidas o robadas. Si el reembolso es posible se especifica en el acuerdo del titular de la tarjeta. Además, la mayoría de las tarjetas de sistema cerrado no pueden ser canjeados por dinero en efectivo. Cuando un titular de tarjeta redime todos, pero una buena parte de la tarjeta es mercancía, cantidad que generalmente se pierde y es un golpe de suerte a las ganancias para el comerciante emisor. El comerciante también obtiene una ganancia inesperada, si una tarjeta tiene una fecha de caducidad y el titular de la tarjeta no utiliza el valor total hasta esa fecha. Además, el comerciante tiene libre albeldrío de utilizar el valor hasta que es redimido.

### Tarjetas de prepago de sistema semicerrado
Las tarjetas de prepago de sistema semicerrado son similares a los de las tarjetas de prepago de sistema cerrado. Sin embargo, los titulares tienen permitido canjear las tarjetas en varios comerciantes dentro de un área geográfica. Estos tipos de tarjetas son emitidas por un tercero, a veces por un distribuidor que acepta la tarjeta. Los ejemplos incluyen las tarjetas de universidad y tarjetas de regalo de centro comerciales. Las leyes que rigen estos tipos de tarjetas son inestables. Dependiendo del Estado, el emisor puede o no estar obligado a tener una licencia de transmisión de dinero o de otras licencias similares. Además del Distrito de Columbia, los Estados que requieren una licencia se incluyen Connecticut, Florida, Illinois, Iowa, Louisiana, Maryland, Minnesota, Misisipi, Carolina del Norte, Oregón, Texas, Vermont, Virginia, West Virginia, Washington y Wyoming. Tenga en cuenta que estos Estados requieren explícitamente una concesión de licencias para los emisores de tarjetas. Otros Estados pueden tener leyes más sutiles de licencia. Bajo 18 USC sección de 1960, es un delito el que un emisor lleve a cabo una empresa de transmisión de dinero sin licencia.
Los titulares generalmente sufren los mismos problemas de recompensación que sufren los titulares de tarjetas de sistema cerrado. No está claro si o no en los Capítulos 7 y 11 del código de Bancarrota son aplicables a estos tipos de tarjetas.

## Lavado de dinero
Es común que los países pongan límites en la cantidad de dinero que puede ser sacado o ingresado al país. Sin embargo, estos límites generalmente no se aplican a los recursos que salen de un país donde no es en efectivo, tales como las tarjetas de valor almacenado. Existe la preocupación de que las tarjetas de valor almacenado puedan ser usadas para el lavado de dinero, es decir, mover fondos en el extranjero derivados de actividades delictivas como el tráfico de drogas. Hay informes de estas tarjetas que son usadas por los carteles de la droga Mexicanos para la transferencia de dinero a través de las fronteras.
Por ejemplo, en los Estados Unidos, es legal que alguien entre o salga del país con dinero que se almacena en tarjetas, y (a diferencia de dinero en efectivo en grandes cantidades) no tiene que ser reportado a la aduana o a cualquier otra autoridad. Algunos de los miembros del Congreso de Estados Unidos está considerando la creación de leyes que podrían requerir que los viajeros que crucen, entren o salgan del país informen de estas tarjetas. La Financial Crimes Enforcement Network del Departamento del Tesoro ha publicado una propuesta de reglamentación sobre tarjetas de valor almacenado en la edición del 28 de junio de 2010 del Registro Federal. Las normas propuestas exigen a los vendedores de tarjetas prepago registrarse con el gobierno y mantener registros de las transacciones y de los clientes.